# Rio 2
Rio 2 is een Amerikaanse 3D computeranimatiefilm uit 2014, geregisseerd door Carlos Saldanha en geproduceerd door Blue Sky Studios.

## Verhaal
Blu en Jewel verlaten met hun drie kinderen Rio de Janeiro om een reis door Amazoneregenwoud te maken. Jewel wil haar kinderen laten zien waar ze vandaan komen. Maar de Spix' aras  en de andere dieren in het regenwoud voelen zich bedreigd in hun leefgebied. Ook aartsvijand Nigel de Kaketoe is terug voor wraak.

## Stemverdeling
| Personage | Engelse stem      | Nederlandse stem      |
| --------- | ----------------- | --------------------- |
| Blu       | Jesse Eisenberg   | Jamai Loman           |
| Jewel     | Anne Hathaway     | Kim-Lian van der Meij |
| Linda     | Leslie Mann       | Tanja Jess            |
| Carla     | Rachel Crow       | Pip Pellens           |
| Bia       | Amandla Stenberg  | Vajèn van den Bosch   |
| Tiago     | Pierce Gagnon     | Roan Pronk            |
| Eduardo   | Andy Garcia       | Just Meijer           |
| Roberto   | Bruno Mars        | Juliann Ubbergen      |
| Nigel     | Jemaine Clement   | Marcel Jonker         |
| Rafael    | George Lopez      | Sander de Heer        |
| Nico      | Jamie Foxx        | Rogier Komproe        |
| Pedro     | will.i.am         | Murth Mossel          |
| Tulio     | Rodrigo Santoro   | Charly Luske          |
| Fernando  | Jake T. Austin    | Dioni Jurado          |
| Luiz      | Tracy Morgan      | Bas Keijzer           |
| Eva       | Bebel Gilberto    |                       |
| Gabi      | Kristin Chenoweth | Noortje Herlaar       |

## Achtergrond
In april 2012 werd vermeld dat Jesse Eisenberg zal terugkeren voor de rol van Blu en ook Anne Hatheway kwam terug voor de rol van Jewel. In oktober 2012 vermelden Variety dat Carlos Saldanha vijf jaar contract tekende bij 20th Century Fox. Schrijver Don Rhymer overleed op 28 november 2012 tijdens het schrijven op het vervolg. In januari 2013 bevestigde Rodrigo Santoro zijn terugkeer voor de rol van Tulio en ten slotte werd ook Bruno Mars voor de rol van Roberto toegevoegd. Op 14 mei 2013 werd de eerste trailer online wereldwijd uitgebracht.